# OCX
Die Dateiendung OCX steht für OLE Control Extension. Das Dateiformat entspricht im Wesentlichen einer Dynamic Link Library (DLL) für Microsoft Windows, die ein oder mehrere OLE-Steuerelemente (OLE Custom Controls) beinhaltet. Es handelt sich dabei um den Nachfolger der Visual Basic Extensions (VBX) und wurde später unter dem Namen ActiveX weiterentwickelt.
Während es sich bei VBX-Dateien stets um 16-Bit-Bibliotheken handelt, können OCX-Dateien auch als 32-Bit-Version vorliegen. 16-Bit-Steuerelemente können nur in 16-Bit-Containern und 32-Bit-Steuerelemente nur in 32-Bit-Containern verwendet werden.
Jedes Steuerelement muss mindestens die COM-Schnittstelle IOleObject implementieren. Zudem muss die OCX-Datei eine TYPELIB-Ressource besitzen, welche die Schnittstellenbeschreibungen der enthaltenen COM-Elemente beinhaltet.